# Australien (Kontinent)
Australien als Kontinent der Erde umfasst eine Hauptlandmasse, das Festland des Staats Australien, sowie die vorgelagerten Inseln Tasmanien und Neuguinea. Häufig wird der Kontinent Australien auch zusammen mit den im Pazifik gelegenen Inselstaaten und insbesondere aus kulturellen und politischen Gründen mit Neuseeland zusammengefasst. Diese erweiterte Region wird als Australien und Ozeanien bezeichnet.
Die Hauptlandmasse wurde vormals auch Neuholland genannt, der Kontinent wird (aus europäischer Sichtweise) als Fünfter Kontinent gezählt.

## Historische Geologie

Die Verbreitung von Fossilien von Cynognathus, Mesosaurus, Lystrosaurus und den Glossopteridales auf den heutigen Kontinenten (Darstellung stark schematisch, die farbigen Flächen entsprechen nicht den tatsächlichen Fundregionen) bestätigt die frühere Existenz des Großkontinentes Gondwana.

Der Kontinent Australien liegt auf der australischen Kontinentalplatte, die als Teil der größeren indisch-australischen Platte gesehen wird. Neben Australien im engeren Sinne und Neuguinea umfasst diese den nördlichen Teil Neuseelands sowie den östlichen Indischen Ozean, den Indischen Subkontinent und einen Teil des Südwestpazifiks. Der australische Kontinent bewegt sich heute mit einer Geschwindigkeit von 73 mm pro Jahr in Richtung Nordosten.
Ursprünglich war der Kontinent Australien Teil des südlichen Großkontinents Gondwana, der ab der späten Trias vor etwa 230 Millionen Jahren begann, sich wieder aus dem „Urkontinent“ Pangaea zu lösen.
Im Jura vor etwa 180 Millionen Jahren begann auch Gondwana allmählich in die heutigen „Südkontinente“ zu zerfallen. Zu Beginn der späten Kreide vor etwa 95 Millionen Jahren hatten sich die Kontinentalblöcke Südamerika, Afrika-Arabien, Indo-Madagaskar und Australo-Antarktika weitgehend voneinander getrennt. Die jungen Ozeanbecken zwischen diesen Blöcken waren jedoch noch relativ schmal. Im weiteren Verlauf der späten Kreide löste sich Indien von Madagaskar, driftete im Paläozän rasch nordostwärts und kollidierte im Eozän vor rund 50 Mio. Jahren mit Eurasien. Madagaskar verblieb hingegen in der Nähe Afrikas. Obwohl die früheste Phase der Abspaltung des australischen Kontinents von Antarktika bereits in der frühen Kreide begann, verblieb er bis zum Paläozän in der Nähe Antarktikas und begann erst im Eozän rasch nordwärts zu wandern. Die Trennung Zealandias (mit Neuseeland) von Australo-Antarktika war zu dieser Zeit bereits relativ weit fortgeschritten. Im Oligozän vor zirka 25 Millionen Jahren kollidierte der australische Kontinent mit einem Inselbogen im Südwestpazifik, dem Vorläufer der heutigen Marianen und des Palau-Rückens, wodurch sich die Gebirge Neuguineas auffalteten. Im Miozän, vor rund 15 Millionen Jahren, begann der australische Kontinent, den Südostzipfel Eurasiens (d. h. das heutige Südostasien) zu streifen, und allmählich bildete sich die heutige Situation heraus. Während des Pleistozäns waren Australien, Neuguinea und Tasmanien aufgrund des weltweit niedrigen Meeresspiegelstandes eine zusammenhängende Landmasse, Sahul. Erst vor etwa 12.000 Jahren wurde die Bass-Straße geflutet, vor 8000 Jahren schließlich auch die Torres-Straße und damit die Landverbindungen zwischen Australien und Tasmanien bzw. Neuguinea.

## Geographie

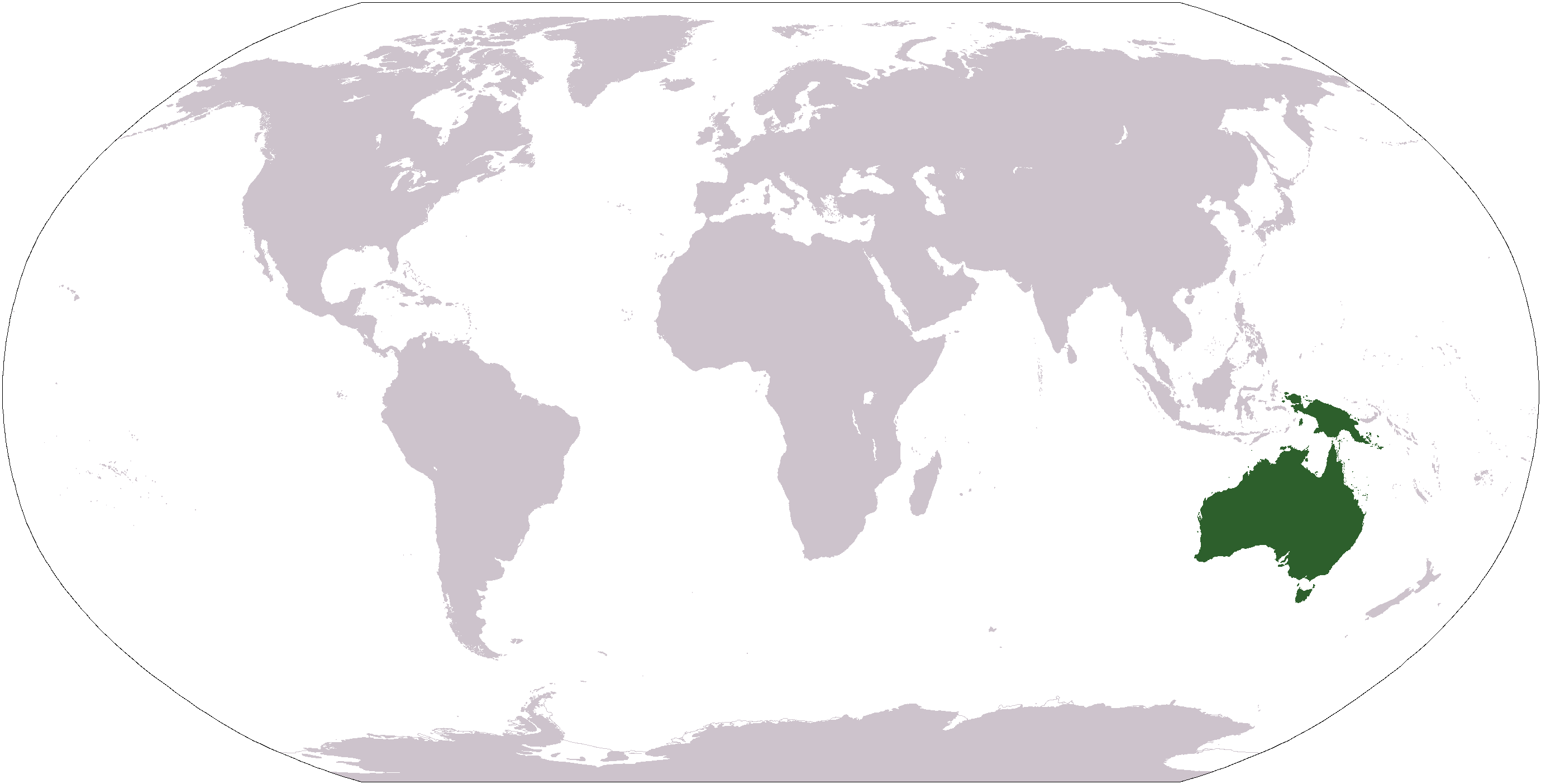
Lage des Kontinents Australien

Der Kontinent Australien umfasst eine Hauptlandmasse, das eigentliche Australien, die vorgelagerten Inseln Tasmanien, Neuguinea, welches auch Papua oder Irian genannt wird, sowie mehrere Inselgruppen und kleinere Inseln wie Salawati, Misool, die Aru-Inseln, die Biak-Inseln, Yapen, die Lusancay-Inseln, Muyua („Woodlark“), die D’Entrecasteaux-Inseln, die Kiriwina-Inseln („Trobriand-Inseln“) und den Louisiade-Archipel. Der nördlichste Punkt liegt direkt am Äquator, auf der Insel Kabare, im Süden erstreckt sich der Kontinent bis zum Südostkap auf Tasmanien bei 43° Süd. Die Ost-West-Ausdehnung reicht vom Cape Byron am 153. Längengrad Ost bis zum Cape Inscription am 113. Längengrad Ost.
Mit einer Fläche von 8.500.000 km² ist der Kontinent fast so groß wie Europa. Die Landmasse von Australien ohne vorgelagerte Inseln beträgt etwa 7.600.000 km² und ist damit immer noch mehr als dreimal so groß wie die größte Insel der Erde, Grönland. Daher wird Australien nur selten als Insel bezeichnet, man findet auch die Bezeichnung Inselkontinent. Folgende Staaten liegen ganz oder teilweise auf dem Kontinent:
1. Australien (ganz)
2. Papua-Neuguinea (ganz)
3. Indonesien (Westteil der Insel Neuguinea)

Australien zeichnet sich durch sein trockenes, flaches Hinterland aus. Im Osten wird das flache Zentrum von der Great Dividing Range begrenzt, die mit dem Mount Kosciuszko eine Höhe von 2228 m erreicht. Diese Gebirgskette zieht sich bis nach Victoria im Südosten. Im dünn besiedelten Westen des Kontinents befinden sich die australischen Wüsten, wie beispielsweise die Nullarbor-Wüste. Diese flachen Landschaften werden nur gelegentlich von Erhebungen wie den MacDonnell Ranges unterbrochen. Markantes Wahrzeichen des australischen Festlandes ist der Inselberg Uluṟu, an dessen Fuß einige heilige Stätten der Aborigines liegen.
Im Gegensatz zum Rest des Kontinents befinden sich auf Neuguinea aufgrund der Kollision mit der Eurasischen Kontinentalplatte stark zerklüftete Gebirge. Eine etwa 200 km breite Gebirgskette durchzieht die gesamte Insel von West nach Ost. Hier befinden sich die höchsten Berge des Kontinents, der Puncak Jaya mit 4884 m und der Mount Wilhelm mit 4509 m.
Zu den bekanntesten Flüssen Australiens gehören beispielsweise der Darling River, Murray River, Snowy River und der Sepik. Das Innere ist arm an Süßwasser-Reservoirs, große Salzseen wie der Lake Eyre bestimmen die Landschaft. Lake Eyre stellt mit 15 m unter dem Meeresspiegel auch die tiefst gelegene Stelle Australiens dar.

## Klima

Klimazonen der australischen Hauptlandmasse. Nördlich schließt sich Neuguinea an.

### Klimazonen
Aufgrund seiner großen Nord-Süd-Ausdehnung weist der Kontinent von Norden nach Süden drei verschiedene Klimazonen auf. Neuguinea im äußersten Norden liegt vollständig in den Tropen. Aufgrund der Lage knapp südlich des Äquators ist die Insel ganzjährig starken tropischen Regenfällen ausgesetzt. Durchschnittstemperaturen an der Küste liegen hier meist bei etwa 27 °C. In den höheren Gebirgsregionen kann es jedoch auch zu Nachtfrost kommen, die höchsten Gipfel tragen Gletscher. An diese Klimazone  schließt sich in Richtung Süden im mittleren Bereich die subtropische Zone an. Diese ist nur an der Ost- und Westküste der Hauptlandmasse mit wesentlichem Niederschlag verbunden. Zum Inneren der Landmasse hin ist der Kontinent von semiaridem und aridem Klima geprägt.
Ganz im Süden schließlich reicht der Kontinent in die gemäßigte Klimazone hinein. Diese Aufeinanderfolge lässt sich gut entlang der Ostküste des Kontinents nachvollziehen (siehe rechts in der Abbildung „Klimazonen“). Dabei werden Wetter und Klima vor allem in den küstennahen Gebieten hauptsächlich von drei Phänomenen bestimmt: dem tropischen Tiefdruckgürtel, der Passatwindzone und den subpolaren Westwinden.

### Niederschläge
80 Prozent der Fläche Australiens sind semiaride und aride Gebiete mit weniger als 250 mm Niederschlag im Jahr. Das Zentrum des Landes bleibt ganzjährig weitgehend trocken. Südostpassatwinde bringen in den Gebirgen des Ostens ganzjährig Steigungsregen.
Im Sommerhalbjahr, das von November bis April andauert, treten in den Küstengebieten im Norden aufgrund eines Hitzetiefs Nordwestmonsune und starke Regenfälle auf. Zusätzlich kommt es über der Timorsee zu Wirbelstürmen. Südaustralien liegt zu dieser Zeit im subtropischen Hochdruckgürtel und bleibt weitgehend niederschlagsfrei.
Das Winterhalbjahr folgt von Mai bis Oktober. Dann ist es im Norden Australiens aufgrund eines Hochdruckgebiets trocken. Der Süden und Südwesten des Kontinents liegen in der Westwindzone, weshalb sie im Winterhalbjahr Niederschlägen ausgesetzt sind.

### Temperaturen
Seit 1988 ist ein deutlicher Trend zu höheren Durchschnittstemperaturen festzustellen.
Nach Angaben des staatlichen Wetterdienstes geht das Jahr 2005 als das bisher heißeste Jahr seit Beginn der Aufzeichnung der Wetterdaten im Jahr 1858 in die australische Geschichte ein. In den ersten zehn Monaten des Jahres 2005 lagen die Werte um 1,04 °C über dem 30-Jahres-Mittel.
Der 1. Januar 2006 wurde in Australien als der heißeste Jahresanfang festgestellt. In Sydney wurden an der offiziellen Station am Observatory Hill um 16:24 Uhr Höchsttemperaturen von 44,7 °C gemessen. Der Januar-Temperaturrekord von 45,3 °C vom 14. Januar 1939 blieb jedoch unerreicht.

## Flora und Fauna
Auf dem australischen Kontinent, der seit rund 50 Millionen Jahren durch Ozeane von den anderen Kontinenten getrennt ist, konnte sich eine eigene große Artenvielfalt und Biodiversität entwickeln. Vor allem aufgrund der großen Zahl von endemischen Arten, Gattungen und Familien und den vielfältigen Ökosystemen gehört Australien zu den Megadiversitätsländern dieser Erde. Innerhalb der Tierwelt sind Australiens Beuteltiere beispielhaftes Zeugnis für diese isolierte Entwicklung. Beuteltiere treten ansonsten nur noch in Nord- und Südamerika auf.

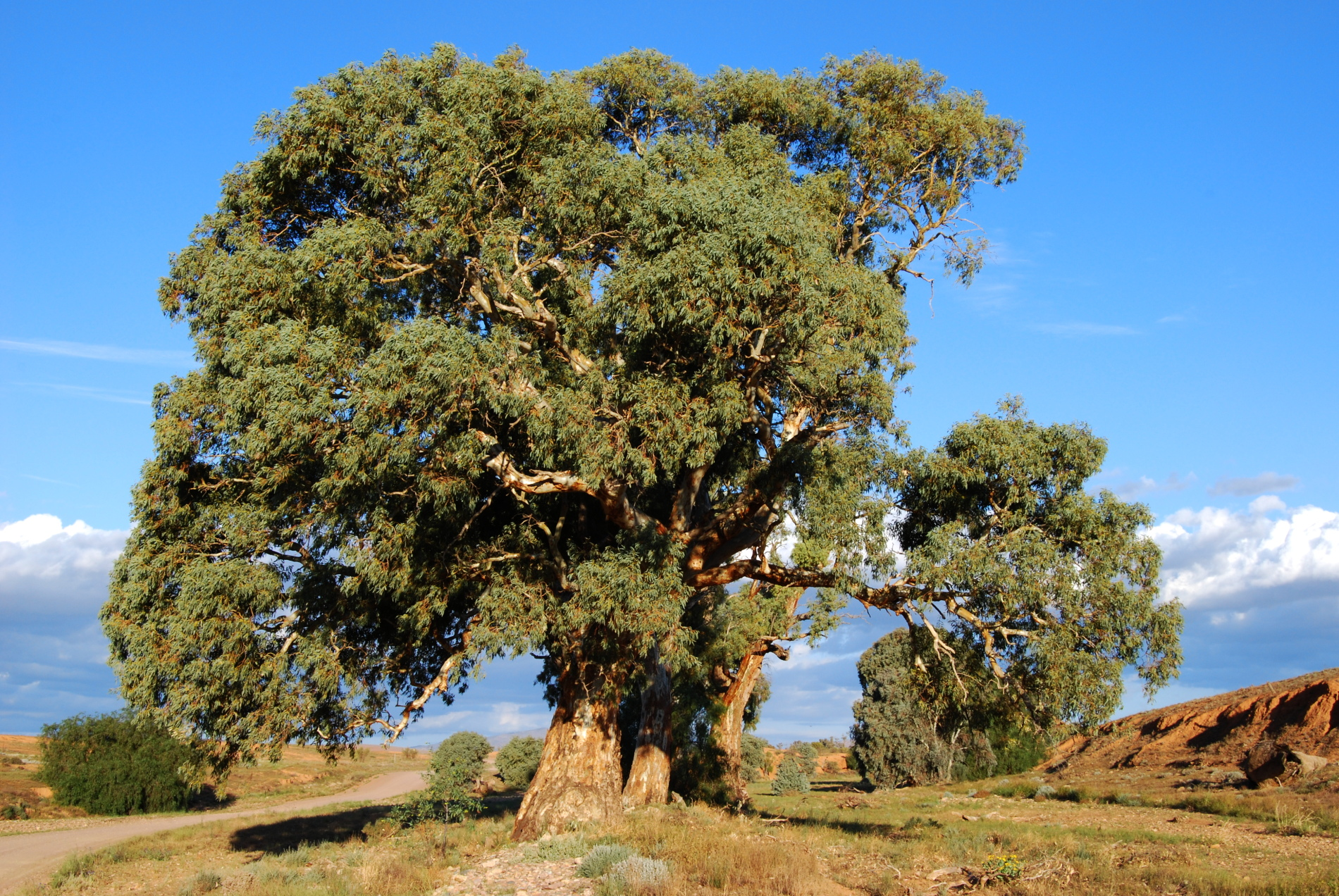
Roter Eukalyptus kommt in fast ganz Australien vor

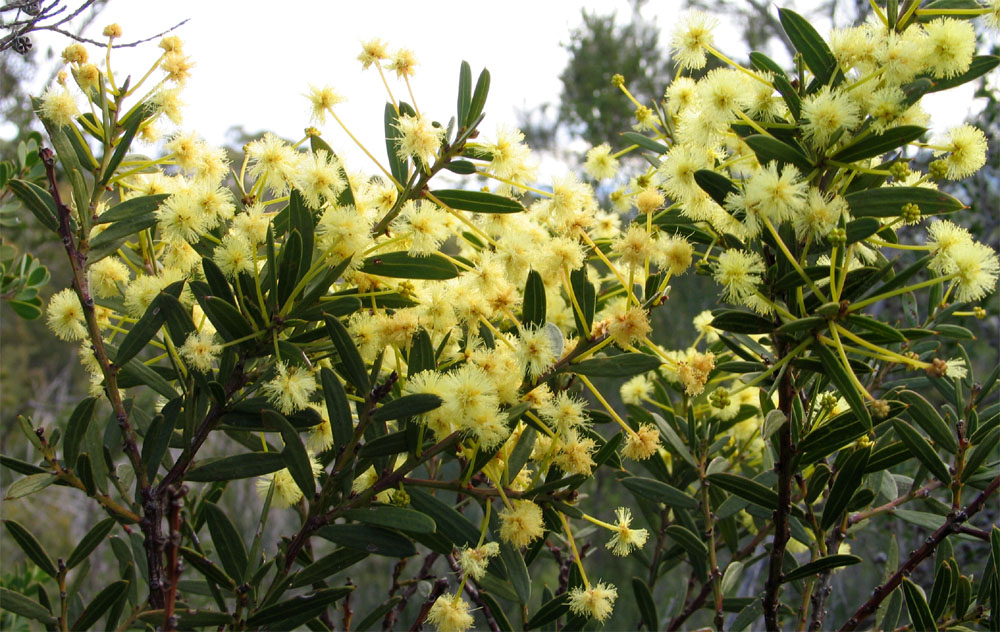
Blühende Gold-Akazie (Blüte auch dargestellt im Wappen Australiens)

Von den rund 20.000 heimischen Pflanzenarten in Australien sind etwa 85 % ausschließlich auf diesem Kontinent zu finden. Typisch für die australische Vegetation sind die Eukalyptus- und Akazienbäume. Von beiden gibt es über 600 Arten. Der schnellwüchsige und anspruchslose Eukalyptusbaum kommt in den verschiedensten Umgebungen vor, auch im heißen und trockenen Zentralaustralien. Die Größe variiert von Buschhöhe bis zu 90 m. Im Südosten von Australien gibt es ausgedehnte Waldgebiete, die dichteste Vegetation findet sich in den tropischen Regenwäldern im Norden Queenslands. Starke Abholzung führt zu einer Gefährdung des Bestandes und bedroht die Artenvielfalt in den Wäldern. In den Trockengebieten Westaustraliens kommt der Baobab-Baum vor, der auch Flaschenbaum genannt wird. Dieser Baum kann in seinem Stamm Wasser speichern. Weite Flächen des Landesinneren sind von Grasland geprägt. Die bedeutendste Pflanzengesellschaft hier ist das Spinifex-Grasland, das etwa ein Viertel der Landesfläche einnimmt.

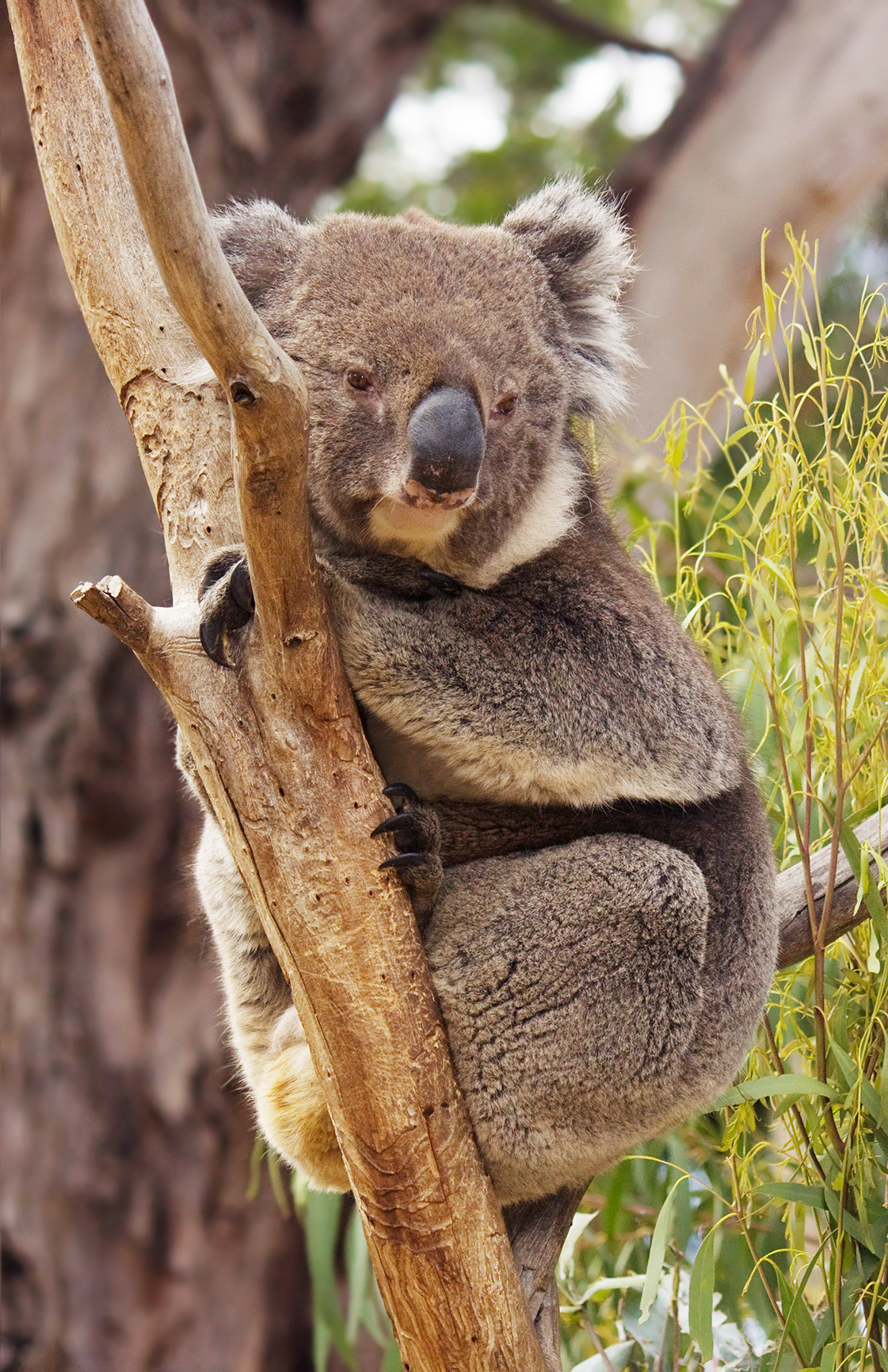
Ein Koala

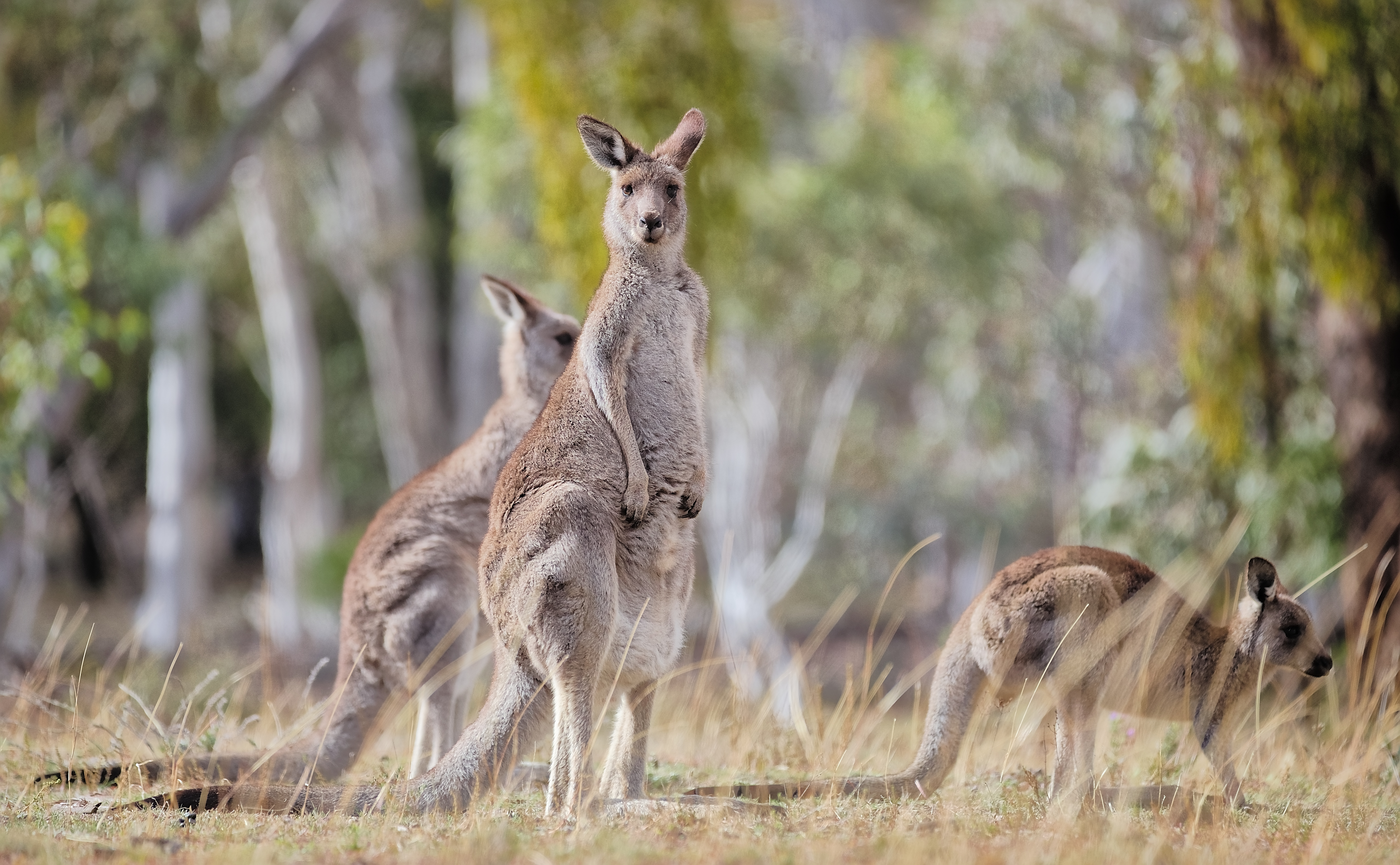
Eine Gruppe von Östlichen Grauen Riesenkängurus im Canberra-Naturpark

Typische Vertreter der australischen Tierwelt sind die Beuteltiere. Bekannte Vertreter sind die Kängurus mit über 40 Arten, der Koala, der Wombat, der Beutelteufel, die Beutelmaus und die Gattung der Kletterbeutler (Possums). Einzigartig auf der ganzen Welt sind Eier legende Säugetiere (Kloakentiere), die nur in Australien und Neuguinea vorkommen. In Australien sind sie vertreten durch das Schnabeltier (engl. Platypus) und den Ameisenigel (engl. Echidna).
Vor der Besiedlung Australiens durch den Menschen waren Plazentatiere nur durch Fledermäuse, Flughunde, Robben und Nagetiere vertreten. Durch den Menschen eingeführte Tiere wie beispielsweise Hunde, Katzen, Kaninchen, Kamele, Füchse, Aga-Kröten stellen eine starke Gefährdung für die australische Fauna dar, vor allem für kleinere heimische Säuger, die der Konkurrenz und dem erhöhten Raubdruck nicht gewachsen sind. Nutztiere wie Schafe und Rinder machen den einheimischen Tieren den Lebensraum streitig, da für deren Ernährung besonders in den steppen- und wüstenartigen Gebieten riesige Flächen benötigt werden. Die Vogelwelt Australiens mit den zahlreichen Papageien (Wellensittiche, Lories, Kakadus) und dem australischen Eisvogel (Kookaburra) ist sehr artenreich. Reptilien sind vor allem mit Schlangen, Schildkröten, Krokodilen und Echsen vertreten. Zwei Drittel aller Schlangenarten, die auf dem australischen Kontinent beheimatet sind, sind giftig.
Zu den Tieren, die dem Menschen akut lebensgefährlich werden können, gehören eine Reihe ganz verschiedenartiger Prädatoren, allesamt Fleischfresser. An Land handelt es sich vornehmlich um Tiere, deren Gift gefährlich ist. Dazu gehören nicht nur die 25 für den Menschen giftigen Schlangenarten aus den Gattungen der Taipane und Tigerottern, sondern auch verschiedene Spinnenarten wie Echte Witwen (Latrodectus hasselti) und Sydney-Trichternetzspinnen (Atrax robustus). In den küstennahen Binnengewässern Queenslands, des Northern Territorys sowie Western Australias droht dem Menschen zudem Gefahr durch Salzwasserkrokodile. Im Meer zählen neben giftigen Würfelquallen Haie als potenzielle Gefahr.
Einen einzigartigen Lebensraum bildet das Great Barrier Reef vor der Ostküste des Bundesstaates Queensland, welches mit seiner Länge von 2012 km das größte Korallenriff der Erde ist. Die intensiv betriebene industrielle Fischerei in den umliegenden Gewässern sowie der Tourismus können zu einer nachhaltigen Störung des empfindlichen ökologischen Gleichgewichts führen.
Australien reagierte auf die Gefährdung seiner Fauna und Flora schon früh mit dem Einrichten von großflächigen Naturschutzgebieten sowohl an Land als auch in Form von Meeresschutzgebieten. Der bereits 1879 gegründete Royal-Nationalpark südlich von Sydney gilt nach dem Yellowstone-Nationalpark als zweitältester Nationalpark der Welt. Rund zwölf Prozent der Landesfläche sind zu Schutzzonen erklärt worden. Elf Gebiete gehören dem Weltkulturerbe an. Dazu gehören unter anderem der Uluṟu-Kata-Tjuṯa-Nationalpark mit dem Uluṟu (auch: Ayers Rock), das Great Barrier Reef an der Ostküste, das Ningaloo Reef an der Westküste und die Blue Mountains.

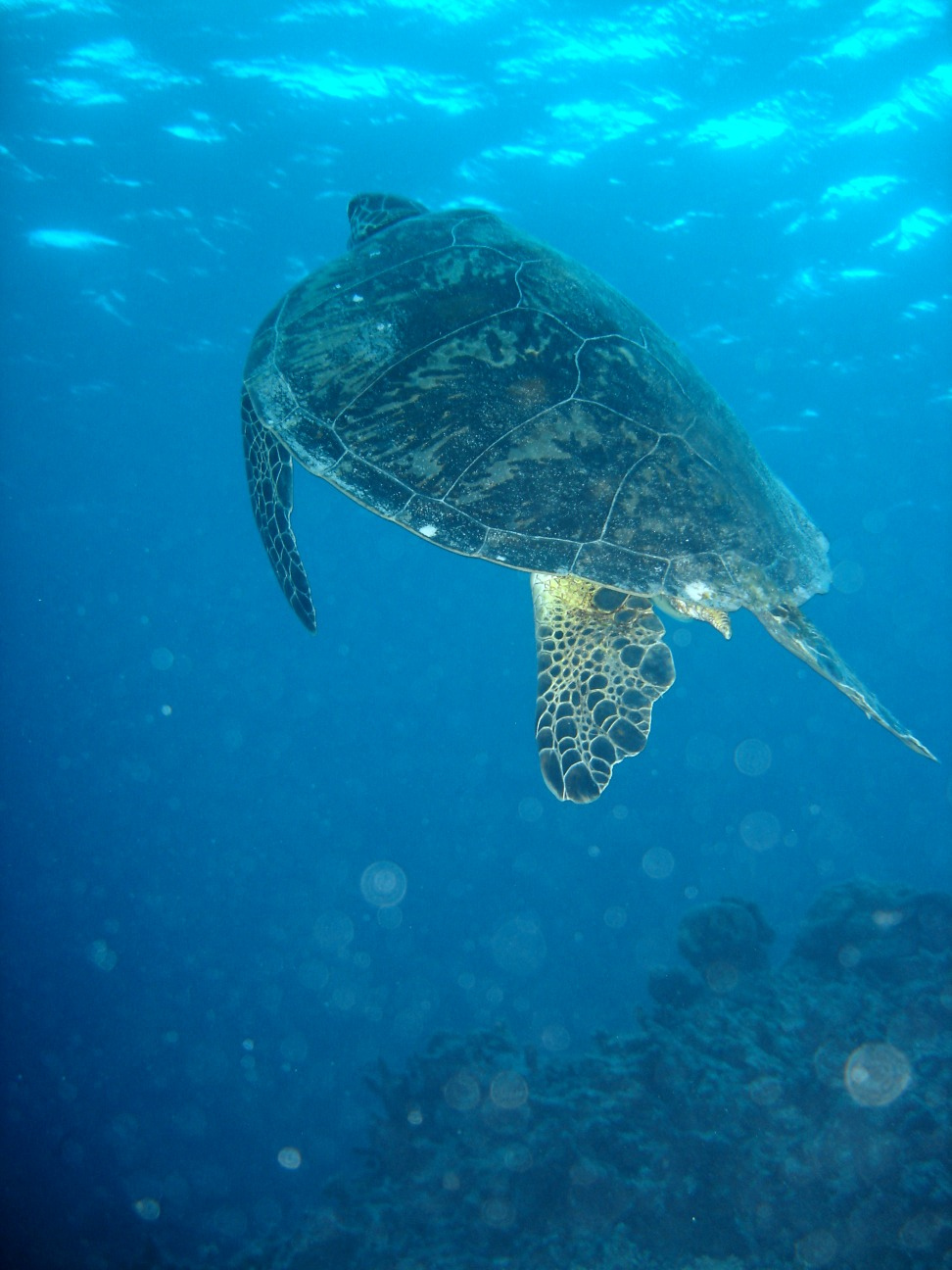
Meeresschildkröte am Great Barrier Reef
Steinkorallen im Great Barrier Reef

Im Bereich der Hauptlandmasse treten dagegen deutliche saisonale Klima-Unterschiede hervor. Wetterbestimmend sind hier hauptsächlich drei Phänomene, der tropische Tiefdruckgürtel, die Passatwindzone und die subpolaren Westwinde. Im Sommerhalbjahr von November bis April treten im Norden aufgrund eines Hitzetiefs starke Regenfälle auf. Zusätzlich kommt es über der Timorsee zu Wirbelstürmen. Südaustralien liegt zu dieser Zeit im subtropischen Hochdruckgürtel und bleibt weitgehend niederschlagsfrei. Im Winterhalbjahr, Mai bis Oktober, bleibt dagegen der Norden aufgrund eines Hochdruckgebiets trocken, Süden und Südwesten des Landes liegen in der Westwindzone und sind Niederschlägen ausgesetzt. Südostpassatwinde bringen den Gebirgen des Ostens ganzjährig Steigungsregen.
Das Zentrum des Landes bleibt ganzjährig weitgehend trocken, 80 Prozent der Fläche Australiens sind semiaride und aride Gebiete mit weniger als 250 mm Niederschlägen im Jahr.
Südaustralien ist das bevölkerungsreichste Gebiet im Bereich des südlichen Ozonlochs.

## Ökologie

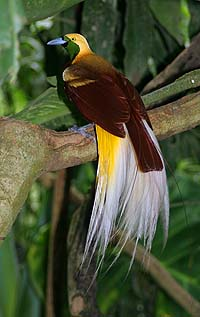
Kleiner Paradiesvogel (Paradisaea minor)

Aufgrund seiner Größe und Lage existiert in Australien eine bemerkenswerte Vielfalt an Ökosystemen, von Wüsten, Halbwüsten, Steppen und Savannen, über den gemäßigten bis zum tropischen Regenwald. Diese werden durch zahlreiche australische Nationalparks und den Nationalpark Lorentz in Westneuguinea geschützt. Die mediterrane Hartlaubregion Südwestaustraliens wird international als Biodiversitäts-Hotspot geführt, da die Natur dort – im Gegensatz zu allen anderen Festland-Ökoregionen Australiens – in besonderem Maße bedroht ist. Einen einzigartigen Lebensraum bildet das 2.012 km lange Great Barrier Reef. Dieses Korallenriff vor der Nordostküste Australiens wurde im Jahre 1981 von der UNESCO zum Weltnaturerbe erklärt.
Die biogeografische australische Region schließt auch die indonesischen Inseln östlich von Bali mit ein. Die Grenze zur orientalischen Zone wird dabei durch die Wallace-Linie gebildet.
Durch die lange Isolation des Kontinents konnte sich hier eine Flora und Fauna etablieren, die weitgehend unbeeinflusst von evolutionären Entwicklungen auf anderen Kontinenten blieb. Alle rezenten Arten der Kloakentiere kommen nur in Australien und Neuguinea vor. Der Kontinent weist außerdem die weltweit höchste Diversität an Beutelsäugern auf. Besonderheiten der Vogelwelt sind beispielsweise die Paradiesvögel, eine auf die tropischen Regionen beschränkte Familie. Die Flora weist Ähnlichkeiten zu Florenelementen Südamerikas sowie zu Fossilfunden in der Antarktis auf, ein Hinweis auf die erst späte Trennung dieser Kontinente.
Vor allem auf dem australischen Festland gefährden durch den Menschen eingeführte Tierarten das ökologische Gleichgewicht. So haben Füchse, Katzen und Hunde zur Ausrottung mehrerer kleiner Beutelsäugerarten beigetragen, Huftiere zerstören den empfindlichen Boden und zur Jagd eingeführte Wildkaninchen konkurrieren erfolgreich mit den heimischen Pflanzenfressern.

## Bevölkerung
Der Kontinent Australien ist mit ungefähr 28,5 Millionen Einwohnern nach der Antarktis der bevölkerungsärmste.

### Indigene Bevölkerung
Die indigene Bevölkerung des Kontinents setzt sich aus den Aborigines und den Torres-Strait-Insulanern der Hauptlandmasse, den Papua sowie den melanesischen Völkern Neuguineas und der vorgelagerten Inseln zusammen. Diese Gruppen bilden jedoch keine einheitlichen Kulturen, sondern bilden eine Vielzahl von sprachlich und kulturell abgrenzbaren Einheiten. Namentlich die Bevölkerung Neuguineas gilt als eine der heterogensten der Welt. Während in Papua-Neuguinea weiterhin ein Großteil der Bevölkerung und auch in Westneuguinea noch fast die Hälfte der Einwohner indigenen Ursprungs ist, stellen die Aborigines nur noch knapp zwei Prozent der australischen Bevölkerung. Die Tasmanier wurden nach der Besiedlung durch die Europäer fast vollständig vernichtet.

### Einwanderung
Aufgrund der unterschiedlichen Kolonialgeschichte der australischen Regionen sind auch die Einwanderungsmuster sehr verschieden. So ist die Mehrheit der Bevölkerung des australischen Bundes britischstämmig, seit den 1970er Jahren nimmt jedoch die Zuwanderung aus dem asiatischen Raum zu. In Papua-Neuguinea hat Einwanderung nie eine bedeutende Rolle gespielt, während das Transmigrasi-Programm der indonesischen Regierung zur Umsiedlung von etwa 1,2 Millionen Menschen, vor allem aus Sumatra und Java, nach Westneuguinea geführt hat.

### Sprachen
In Neuguinea sind weiterhin mehrere hundert Papua-Sprachen verbreitet, als Verkehrssprache hat sich hier jedoch Tok Pisin durchgesetzt. Amtssprache Australiens und Papua-Neuguineas ist Englisch, in Westneuguinea Bahasa Indonesia.

### Religion
Die Mehrheit der Bevölkerung gehört christlichen Religionsgemeinschaften an (79 %), vor allem in Papua-Neuguinea ist der Anteil mit 96 % aufgrund erfolgreicher Missionierung sehr hoch. Die Ausübung des Glaubens erfolgt bei den indigenen Völkern jedoch häufig in Kombination mit traditionellen Glaubensvorstellungen mit animistischem Hintergrund. In Westneuguinea stellen Muslime etwa 20 % der Bevölkerung, vor allem indonesische Einwanderer.

## Geschichte
→ Zur Geschichte des Commonwealth of Australia siehe Geschichte Australiens

→ Zur Geschichte Ozeaniens siehe Geschichte Ozeaniens

→ für einen zeitlichen und geographischen Gesamtüberblick siehe Zeittafel der Menschheitsgeschichte

### Besiedlung
Der australische Kontinent wurde vor mindestens 50.000 bis 60.000 Jahren von Südostasien aus besiedelt. Bis vor 35.000 Jahren hatte sich die Bevölkerung über die kontinuierliche Landverbindung bis nach Tasmanien ausgebreitet. Die ersten menschlichen Gemeinschaften besiedelten vermutlich die Küste. Vor etwa 30.000 Jahren entstanden dann auch die ersten Siedlungen im Hochland Neuguineas.

### Entdeckung

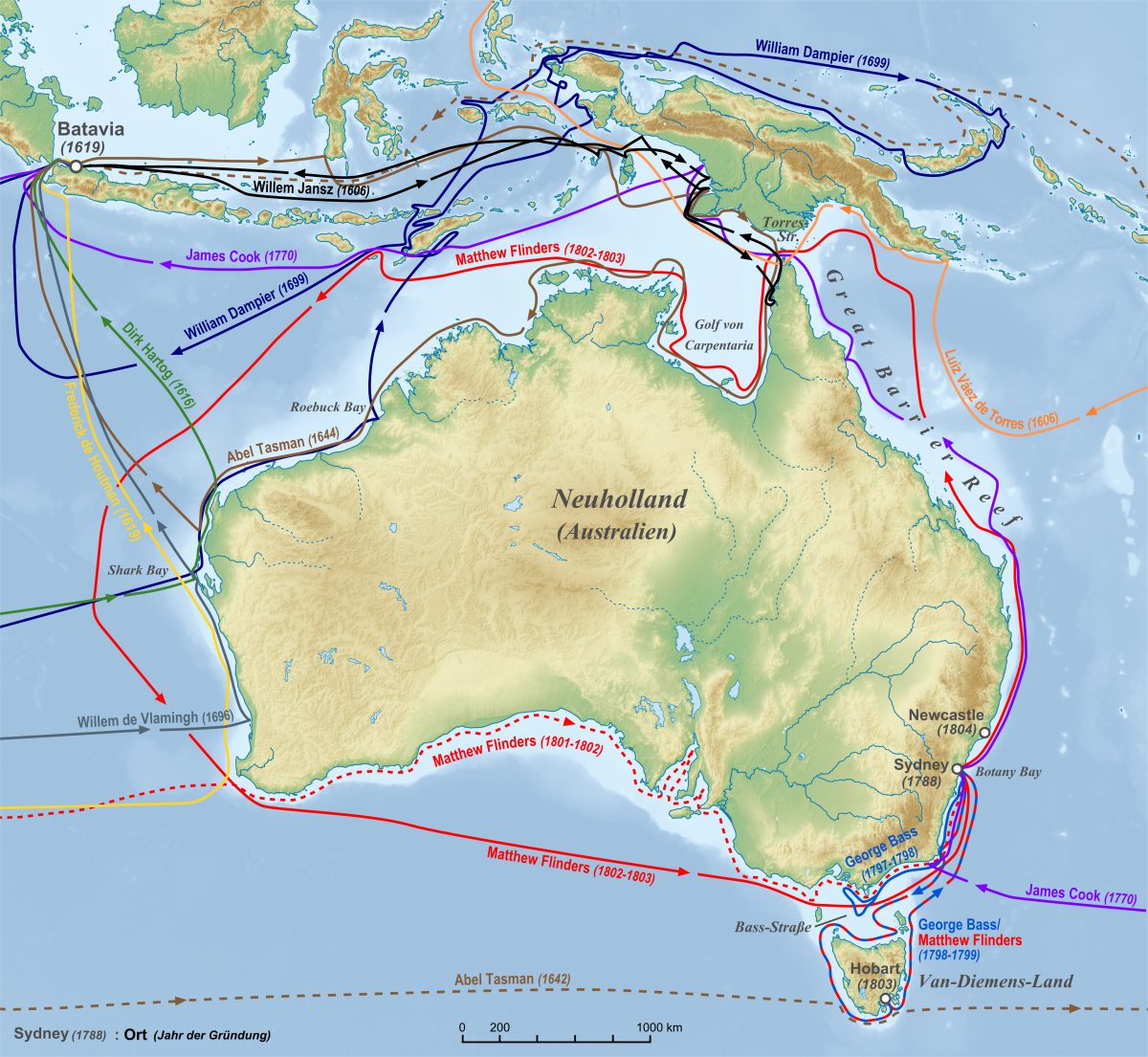
Erkundungen europäischer Entdecker 1600–1812
1606 Willem Jansz
1606 Luiz Váez de Torres
1616 Dirk Hartog
1619 Frederick de Houtman
1644 Abel Tasman
1696 Willem de Vlamingh
1699 William Dampier
1770 James Cook
1797–1799 George Bass
1801–1803 Matthew Flinders

Schon im Altertum ist von einem südlichen Kontinent, wie Ptolemäus ihn im 1. und 2. Jahrhundert n. Chr. als terra australis incognita (Latein für unbekanntes südliches Land) erwähnt, ausgegangen worden, als nötiges Gegengewicht zur Landmasse auf der Nordhalbkugel. Doch die Vorstellung, dass überall in den äquatorialen Breiten eine lebensfeindliche Hitze herrsche, die ihre Überwindung unmöglich mache, unterband zunächst ernsthafte Versuche einer Erforschung der südlichen Hemisphäre. Der Name Australiens ist vom lateinischen Namen des unbekannten südlichen Landes der antiken Gelehrten abgeleitet.
Im 15. Jahrhundert durchquerten portugiesische Seefahrer entlang der westafrikanischen Küste die Tropen und stießen schließlich bis in den Indischen Ozean vor. Ein Portugiese, Jorge de Meneses, war es auch, der im 16. Jahrhundert als erster Europäer Land entdeckte, das zum australischen Kontinentalblock gehört: 1526/27 segelte er in Sichtweite an der Nordküste Neuguineas vorbei. Nach der Inbesitznahme der Insel für die Spanische Krone durch Íñigo Ortiz de Retez im Jahr 1545 wurden von dort Edelhölzer und andere Luxusgüter nach Europa verschifft.
Der Hauptteil des Kontinents wurde im Jahr 1606 durch den Niederländer Willem Jansz entdeckt. In den folgenden Jahrzehnten erreichten weitere niederländische Handelsschiffe die australische Nord- und Westküste, maßen dieser Entdeckung jedoch keine besondere Bedeutung bei. Im Jahre 1642 entschloss sich die Niederländische Ostindien-Kompanie jedoch zur Erforschung des Kontinents. Dabei entdeckte Abel Tasman das heutige Tasmanien. In einer Expedition unter Willem de Vlamingh ab 1696 wurden weite Teile der Westküste kartografiert. Da die Landschaft aber trocken und unfruchtbar wirkte, zeigten die Niederländer kein Interesse, „Neu-Holland“ zu kolonisieren.
Das Innenland Australiens, das sogenannte Outback, wurde erst ab Mitte des 19. Jahrhunderts von weißen Siedlern erforscht. Zu den frühen Entdeckern zählte Charles Sturt, der von 1828 bis 1830 das Flusssystem von Darling und Murray River erkundete. Andere Entdeckungsexpeditionen scheiterten. So starb der Naturwissenschaftler Ludwig Leichhardt bei dem Versuch, den Kontinent von Osten nach Westen zu durchqueren. Erst ein Wettstreit zwischen den Kolonien Victoria und Melbourne führte schließlich zu erfolgreichen Expeditionen zur Durchquerung Australiens. Melbourne lobte 1859 für eine Durchquerung bis zur Nord- oder Nordwestküste 2000 Pfund aus, worauf Victoria 1860 6000 Pfund für eine eigene Expedition bereitstellte. Robert O’Hara Burke verließ daraufhin am 20. August 1860 mit 26 Kamelen ausgerüstet Melbourne. Am 10. Februar 1861 musste Burke nur wenige Kilometer vor dem Golf von Carpentaria umkehren. Burkes Konkurrent John McDouall Stuart hingegen gelang als erstem Europäer in den Jahren 1860 bis 1862 die Durchquerung Australiens. Seine Route verlief von Adelaide bis nach Port Darwin.

### Kolonisation
Am 28. April des Jahres 1770 erreichte James Cook in der Botany Bay die fruchtbare Ostküste und nahm Teile des Landes als britische Kolonie New South Wales für England in Besitz. Diese war als Sträflingskolonie geplant. Die ersten Schiffe mit Siedlern und Sträflingen trafen am 26. Januar 1788 in Sydney Cove ein. Bis 1836 wurden weitere Kolonien gegründet, die das gesamte Australien, abgesehen von Neuguinea unter britische Kontrolle brachten.
1828 begann mit dem Erwerb der Halbinsel Vogelkop durch die Niederländer auch die Kolonisation Neuguineas. Den Rest der Insel teilten 1884 die Niederlande, Großbritannien und das Deutsche Reich unter sich auf. Der Westteil ging an die Niederlande, Großbritannien erhielt den Südosten, Deutschland den Nordosten. 1906 wurde der britische Teil an Australien übergeben, der deutsche Teil ging 1919 unter australische Kontrolle.

### Unabhängigkeitsbestrebungen
Zwischen 1855 und 1890 erhielten die einzelnen britischen Kolonien des Hauptkontinents das Privileg des Responsible Government und damit eine größere Unabhängigkeit vom britischen Empire. London behielt allerdings vorerst die Kontrolle über Außenpolitik, Verteidigung und Außenhandel. In den Kolonien begannen die Planungen für einen Zusammenschluss der Einzelstaaten.
Am 1. Januar 1901 formierten sich die einst voneinander unabhängigen Kolonien des Festlands mit Tasmanien zum Commonwealth of Australia. Am 26. September 1907 erhielt der Australische Bund mit dem Dominionstatus die nahezu vollständige Unabhängigkeit vom Mutterland Großbritannien. Damit konnte die Innenpolitik Australiens nach eigenen Wünschen gestaltet werden, während die Außenpolitik noch vorrangig vom britischen Foreign Office geführt wurde. Erst mit dem Statut von Westminster (1931) erhielt der Staat Australien formell seine vollständige Unabhängigkeit. So wurde z. B. der Erste Weltkrieg nicht von Australien erklärt, aber den Friedensvertrag von Versailles (1919) konnte es schon unterschreiben.
Während des Zweiten Weltkriegs wurde der Norden Neuguineas von 1942 bis 1945 von Japan besetzt. Auch das australische Festland war in dieser Zeit von japanischer Invasion bedroht.
Indonesien, seit 1949 unabhängig, erhob Anspruch auf den Westteil Neuguineas, dieser blieb aber vorerst niederländisch. 1957 begannen die Niederlande und Australien, Pläne für die Unabhängigkeit eines vereinigten Neuguineas in den 1970er Jahren zu entwickeln. 1961 wurde eine Versammlung in Niederländisch-Neuguinea abgehalten und ein Parlament, der Nieuw Guinea Raad, eingeführt. Indonesien marschierte daraufhin ein und begann etwas später, die Papua aus Gebieten zu vertreiben, in denen Siedler aus Indonesien angesiedelt werden sollten. 1963 wurde Westneuguinea offiziell indonesische Provinz. Trotz fortlaufender Autonomiebestrebungen erkennt Indonesien die Unabhängigkeit der Provinz bis heute nicht an. Der östliche Teil der Insel erhielt 1975 die vollständige Unabhängigkeit von Australien.

### Das Commonwealth of Australia
Australien trat dem 1920 gegründeten Völkerbund als Gründungsmitglied bei. Dies erlaubte es, dass ein Völkerbundsmandat für die ehemaligen deutschen Kolonien Kaiser-Wilhelms-Land, den nordöstlichen Teil Neuguineas, und dem Bismarck-Archipel an Australien ging. Nach dem Zweiten Weltkrieg wurde Australien Mitglied im Commonwealth of Nations.
Australien war militärisch nicht nur an den beiden Weltkriegen, dem Korea-Krieg und dem Vietnam-Krieg beteiligt. Während des malaiischen Ausnahmezustandes (Malayan Emergency) (1948–1960) entsandte Australien im Jahre 1955 Truppen. Auch bei der anschließenden indonesisch-malaysischen Konfrontation (1962–1966) waren ab 1965 auf malaysischen Wunsch australische Soldaten beteiligt.
Ein weiterer Truppeneinsatz von großer Bedeutung war 1999 die Teilnahme an der internationalen Friedenstruppe in Osttimor, die zur Unabhängigkeit Osttimors von Indonesien führte.

### Papua-Neuguinea
In der östlichsten Insel des Staates, Bougainville, entzündete sich 1988 durch eine abgelehnte Forderung nach Entschädigung für die von einer Kupfermine verursachten Umweltschäden ein Bürgerkrieg. Dabei sollen etwa 20.000 Menschen zu Tode gekommen sein. 1990 zog sich die Regierungsarmee zurück und verfügte eine Blockade der Insel. 1992 marschierten dann Regierungstruppen wieder ein, aber erst 1997 kam es zu einem Waffenstillstand und zu Verhandlungen, die 2001 mit einem Friedensabkommen erfolgreich beendet wurden.

## Wirtschaft

### Bodenschätze
An Bodenschätzen finden sich Gold, Silber, Diamanten, Steinkohle, Eisenerz, Bauxit, Kupfer, Nickel, Zinn und Uran. Im Jahre 2002 waren 55 % aller Exporte des Staates Australien Rohstoffexporte, wobei Kohle mit 11,1 % das wichtigste Exportprodukt war. Für Papua-Neuguinea war der Rohstoffexport noch wichtiger, er belief sich auf 70 % bis 80 % der gesamten Exporte. Die wichtigsten Rohstoffprodukte waren Gold, Erdöl und Kupfer. In Westneuguinea liegt die größte Kupfermine der Welt. Daneben gibt es noch Goldminen und speziell der Holzhandel ist von großer wirtschaftlicher und ökologischer Bedeutung.

### Landwirtschaft
Ackerbau kann im Staat Australien nur an den Küsten betrieben werden, wobei selbst die besten Flächen, so z. B. die vorwiegend im Südosten liegenden Weinbau-Gebiete, gelegentlich künstlich bewässert werden müssen. Aus diesem Grund liegt der Hauptanteil der Landwirtschaft in der extensiven Viehhaltung.
Mit etwa 100 Millionen Hausschafen im Jahr 2003 werden 25 Prozent der Weltproduktion an Wolle in Australien erzeugt. Die Schafe weiden in den noch teilweise fruchtbaren Gebieten des Outback auf Farmen mit im Durchschnitt 3.000 Tieren, wobei einzelne Farmen auch über 100.000 Tiere beherbergen. Daneben ist auch die Produktion von Lammfleisch und Schaffleisch von wirtschaftlicher Bedeutung. Fast die gesamte Produktion an Merinowolle stammt heute vom australischen Merinoschaf. Die Landwirtschaften Papua-Neuguineas und Westneuguinea sind hauptsächlich auf den lokalen Bedarf ausgerichtet.

## Politik

### Der Staat Australien
Charles III. ist zurzeit König Australiens und damit das Staatsoberhaupt Australiens. Als seine Vertretung gibt es einen Generalgouverneur und je einen Gouverneur für die sechs Staaten Australiens.
Neben den engen außenpolitischen Beziehungen, welche mit der Mitgliedschaft im Commonwealth of Nations verbunden sind, pflegt Australien intensive politische und militärische Kontakte mit den USA. Als Folge des Pazifikkrieges entstand 1952 das ANZUS-Abkommen. In diesem wurde militärische Unterstützung auf Gegenseitigkeit zwischen USA, Australien und Neuseeland vereinbart. Der erste Ernstfall waren die Terroranschläge am 11. September 2001, was zur australischen Beteiligung mit anfänglich 2.000 Soldaten am Irakkrieg und 300 Kommandosoldaten am Krieg in Afghanistan führte.
Die militärische Beteiligung Australiens an der indonesisch-malaysischen Konfrontation führte 1971 zur Gründung des Fünf-Mächte-Verteidigungsarrangement (FPDA) zwischen Großbritannien, Australien, Neuseeland, Malaysia und Singapur, welches vorsieht, dass die drei Erstgenannten den beiden südostasiatischen Staaten im Falle eines Angriffs zu Hilfe kommen. Seit 1997 führen die See- und Luftstreitkräfte der fünf Länder regelmäßig gemeinsame Manöver durch.
Nach dem Anschlag von Bali 2002 und dem Terroranschlag auf die australische Botschaft in Jakarta verstärkte sich die Kooperation mit Indonesien in Sicherheitsfragen.
In der Handelspolitik vertritt Australien seine Interessen verstärkt zugunsten seiner exportorientierten Rohstoffindustrie. Dazu gehören beispielsweise die Nicht-Ratifizierung des Kyoto-Protokoll und die vielen Streitigkeiten mit der EU im Rahmen der Welthandelsorganisation. Auch durch die Mitgliedschaft in der APEC, die im pazifischen Raum eine Freihandelszone einrichten will, versucht Australien seine Interessen zu vertreten.
Zwischen Neuseeland und Australien besteht seit 1983 ein Freihandelsabkommen, Closer Economic Relations genannt, welches einen freien Arbeitsmarkt einschließt. Dadurch ist ein fast vollständig freier Markt von etwa 22 Millionen Menschen entstanden. Mit China spricht Australien über eine Freihandelszone, da so der chinesische Rohstoffbedarf und der australische Bedarf an günstigen Konsumgütern kostengünstig gedeckt werden könnte.

### Papua-Neuguinea
Charles III. ist das Staatsoberhaupt von Papua-Neuguinea, vertreten durch einen Generalgouverneur. Das Land ist seit seiner Unabhängigkeit von Australien 1975 Mitglied im Commonwealth of Nations und seit 1993 in der APEC. Zu den Staaten und abhängigen Gebieten Ozeaniens bestehen politische Bindungen durch die Mitgliedschaft in der Pacific Community und dem Pacific Islands Forum.
In Bougainville, der östlichsten Insel des Landes, gab es 2005 Wahlen zur ersten autonomen Provinzregierung, wodurch der Bürgerkrieg dort vorläufig befriedet ist. Erst mit dem vereinbarten Referendum über eine Unabhängigkeit der Insel wird das Thema dann endgültig geklärt sein.

### Westneuguinea
- Westneuguinea (bis 2002 Irian Jaya) ist in die indonesischen Provinzen Papua und Westpapua geteilt.

Bewaffnete und unbewaffnete Unabhängigkeitsbewegungen engagieren sich für eine Unabhängigkeit des Gebietes von Indonesien. Seit 2002 gilt ein Autonomiegesetz für die Region, das erstmals eine Interessenvertretung für Papua institutionalisiert und einen größeren Teil der vor Ort erwirtschafteten Gewinne aus dem Holzhandel und den Bergbaubetrieben den Bewohnern zugutekommen lässt. Allerdings steht das Gesetz bisher nur auf dem Papier.